# 41 Samodzielny Batalion Piechoty Zmotoryzowanej (Ukraina)
41 Samodzielny Batalion Piechoty Zmotoryzowanej „Czernihów-2” – batalion Wojsk Lądowych Ukrainy, podporządkowany 169 Centrum Szkoleniowemu Sił Zbrojnych Ukrainy. Jako batalion obrony terytorialnej brał udział w konflikcie na wschodniej Ukrainie. Batalion stacjonuje w obwodzie czernihowskim.

## Działania bojowe
9 czerwca 2014 r. batalion trafił do strefy walk.
28 sierpnia ostrzelano z moździerzy punkt kontrolny batalionu pod Gorłówką.
Na początku września jeden z żołnierzy zginął pod Debalcewem. 12. września kolejny poległ pod Stanicą Ługańską.
1 października Czernihów-2 wycofano ze strefy walk do obwodu czernihowskiego.
W listopadzie 2014 r. batalion przechodził szkolenie w 169. Centrum Szkoleniowym Sił Zbrojnych Ukrainy w Deśnie.